# Білозерчев Дмитро Володимирович
Дмитро́ Володи́мирович Білозе́рчев (рос. Дмитрий Владимирович Билозерчев; 22 грудня 1966, Москва) — радянський гімнаст, дворазовий абсолютний чемпіон світу, чемпіон світу в командній першості, дворазовий чемпіон світу у вправах на коні, дворазовий чемпіон світу у вправах на перекладині, чемпіон світу у вправах на кільцях, дворазовий абсолютний чемпіон Європи, дворазовий чемпіон Європи у вправах на поперечині, дворазовий чемпіон Європи у вправах на кільцях, чемпіон Європи в опорному стрибку, у вільних вправах, у вправах на брусах, чемпіон Олімпійських ігор в командній першості, у вправах на кільцях та у вправах на коні. Заслужений майстер спорту СРСР зі спортивної гімнастики (1983). Двічі занесений в Книгу рекордів Гіннесса. У 2003 році введений в «Міжнародну залу гімнастичної слави» в американському місті Оклахома-Сіті.

## Біографія
Перший тренер — Олександр Александров. Виступав за ЦСКА (Москва). Абсолютний чемпіон СРСР (1983, 1988), перможець чемпіонату країни у вільних вправах (1983), у вправах на коні (1983, 1985, 1987), у вправах на кільцях (1987) та на перекладині (1983, 1987). Срібний призер союзної першості у вправах на коні (1982), на кільцях (1983) та в опорному стрибку (1983). Бронзовий призер чемпіонатів СРСР у вільних вправах (1982) та на коні (1988). Володар Кубка СРСР в багатоборстві (1985, 1987, 1988). У збірній команді СРСР з 1983 по 1989 рік.
У 16-річному віці став наймолодшим абсолютним чемпіоном світу. До цього титулу додав ще три перших місця в окремих вправах. Наступного року найкращий гімнаст планети через бойкот Радянським Союзом Олімпійських ігор, що проходили в Лос-Анджелесі, втратив шанс додати до титулу чемпіона світу ще й титутл олімпійського чемпіона. Ще через рік переміг на Всесвітній Універсіаді в Кобе, Японія та феєрично виступив на континентальній першості, завоювавши шість золотих і одну срібну нагороду. Але після перемоги на чемпіонаті Європи він випив занадто багато шампанського і покинув тренувальний табір без дозволу, а через десять днів потрапив в аварію на машині батька, не впоравшись з керуванням. Він зламав ліву ногу в 42 місцях, нога трималася на шкірно-м'язовому клапті й розглядався варіант ампутації, але Білозерчев видужав. Відновлювальний процес був важкий і тривалий, гімнаст пропустив два чемпіонати країни, Кубок світу, чемпіонат світу і Європи. Але відновився він повністю. У 1987 році Дмитро Білозерчев знову стає абсолютним чемпіоном світу, додавши до цього ще чемпіонство у командних змаганнях і дві золоті нагороди в окремих вправах.
Після цього успіху він розраховував на абсолютне чемпіонство на літніх Олімпійських іграх 1988 року в Сеулі, але втратив його через грубу помилку на поперечині, яка була його одним з коронних снарядів і на якій він неодмінно ставав чемпіоном світу і Європи. Ця помилка коштувала йому 0,5 бала, а його напарник по збірній СРСР Володимир Артьомов, що став абсолютним чемпіоном, випередив його лише 0,15 бала. Ще на 0,05 бала Білозерчева випередив інший радянський гімнаст — Валерій Люкін, а Дмитро здобув бронзову нагороду. Втім він все ж став олімпійським чемпіоном у командних змаганнях та у вправах на кільцях і на коні, але назвав свій виступ на Олімпіаді провальним.
У 1989 році Білозерчев був виключений зі збірної через розтлінний вплив на інших членів команди, після того, як два дні пиячив зі своїм партнером по команді Володимиром Гоголадзе. Свою поведінку пояснював тим, що тоді йому здавалося, що після того, що він зробив для радянського спорту та країни, він мав право на невеликий відпочинок, деяку розрядку. Згодом, коли подорослішав, визнав свою помилку. Проблеми з алкоголем вирішив у 25 років.
Тренером Білозерчева та інших радянських гімнастів-збірників, що відрахував Дмитра зі складу збірної за порушення спортивного режиму, був заслужений тренер СРСР Леонід Якович Аркаєв. На першому місці у нього завжди була дисципліна, тримав він усіх спортсменів залізною рукою. Білозерчев зізнається, що почав розуміти свого тренера лише тоді, коли сам став тренером, а коли тренувався в Аркаєва — ненавидів його за те, що той примушував важко працювати на тренуваннях.
Після розпаду СРСР хотів створити в Росії власний гімнастичний міжнародний центр, в якому мріяв зібрати всіх найкращих гімнастів колишнього Радянського Союзу. У січні 1994 року виїхав до США, поселився в Портленді, штат Орегон, відкрив свій клуб, став працювати. Згодом, перед афінською Олімпіадою, уклав п'ятирічний контракт з Університетом Огайо — при ньому був гімнастичний клуб, якому знадобився висококваліфікований тренер. Продав свій клуб у Портленді та переїхав на нове місце роботи. Своїми вихованцями називає чемпіона літніх Олімпійських ігор 2004 року Пола Гемма та його брата-близнюка, срібного призера на тій же Олімпіаді Моргана Гемма, бронзового призера літніх Олімпійських ігор 2008 року Раджа Бхавсара, абсолютну олімпійську чемпіонку афінської Олімпіади Карлі Паттерсон. Вихованцем Дмитра Білозерчева був і його син Олексій, який став чемпіоном США в молодіжній першості, виступав на Панамериканських іграх, але в 2012-му не потрапив до олімпійської збірної — залишився запасним, після чого покинув спорт. Після закінчення контракту Дмитро Білозерчев повернувся до Орегону, дає приватні уроки, консультації для шкіл гімнастики. Живе в місті Бівертон, неподалік Портленда.
Товариші Дмитра Білозерчева по збірній СРСР на сеульській Олімпіаді Володимир Артьомов і Валерій Люкін також працюють тренерами з гімнастики у США.

## Спортивні результати

### Виступи на Олімпіадах
| Олімпіада | Дисципліна       | Місце              |
| --------- | ---------------- | ------------------ |
| Сеул 1988 | абсолютний залік | Бронза             |
| Сеул 1988 | командний залік  | Золото             |
| Сеул 1988 | вільні вправи    | 9T (кваліфікація)  |
| Сеул 1988 | опорний стрибок  | 9T (кваліфікація)  |
| Сеул 1988 | паралельні бруси | 2T (кваліфікація)  |
| Сеул 1988 | поперечина       | 31T (кваліфікація) |
| Сеул 1988 | кільця           | Золото             |
| Сеул 1988 | кінь             | Золото             |

## Державні нагороди
Нагороджений орденом Дружби народів.